# ماشین (ترانه ایمجین درگنز)
«ماشین» (به انگلیسی: Machine) ترانه‌ای از گروه موسیقی پاپ راک آمریکایی ایمجین درگنز است که با آلکس دا کید نوشته و تهیه شده‌است. این ترانه در ۳۱ اکتبر ۲۰۱۸ به‌عنوان سومین تک‌آهنگ از چهارمین آلبوم استودیویی‌شان سرچشمه‌ها (۲۰۱۸) توسط اینترسکوپ رکوردز منتشر شد.